# منتخب بريطانيا العظمى لدوري الرغبي
منتخب بريطانيا العظمى الوطني لدوري الرغبي (بالإنجليزية: Great Britain national rugby league team)‏ هو ممثل المملكة المتحدة الرسمي في المنافسات الدولية في دوري الرغبي .